# Heartless (film)
Pour les articles homonymes, voir Heartless.
Pour plus de détails, voir Fiche technique et Distribution.
Heartless est un film d'horreur britannique réalisé par Philip Ridley, sorti en 2009.

## Synopsis
Jamie, un jeune homme défiguré depuis la naissance par une tache qui lui recouvre une partie du corps, décide de signer un pacte avec le Diable pour accéder à la beauté extérieure.

## Fiche technique
- Titre : Heartless
- Réalisation : Philip Ridley
- Scénario : Philip Ridley
- Décors : Ricky Eyres
- Costumes : Jo Thompson
- Image : Matt Gray
- Montage : Chris Gill et Paul Knight
- Musique : David Julyan
- Société de production : Cross Day Productions Ltd.
- Distribution : IFC Productions
- Pays d’origine : Royaume-Uni
- Langue : anglais
- Format : Couleurs - 2,35 : 1 - Dolby Digital
- Durée : 114 minutes
- Dates de sortie : 
  -  Royaume-Uni : 31 août 2009 (FrightFest) ; 21 mai 2010 (sortie nationale)

## Distribution
- Jim Sturgess : Jamie Morgan
- Clémence Poésy : Tia
- Noel Clarke : A.J
- Timothy Spall : George Morgan
- Ruth Sheen : Marion Morgan
- Eddie Marsan : Le Maître d'armes
- Luke Treadaway : Lee Morgan
- Joseph Mawle (VF : Antoine Tomé) : Papa B

## Accueil
Heartless a reçu des avis plutôt positifs lors de sa sortie. Par ailleurs, le film détient un score d'approbation de 78 % sur le site internet américain Rotten Tomatoes.